# Kriegsbekenntnis westfälischer Dichter
Kriegsbekenntnis westfälischer Dichter war der Titel einer Zusammenkunft westfälischer Schriftstellerinnen und Schriftsteller am 29. und 30. März 1941 in Soest zur Unterstützung der nationalsozialistischen Kriegspolitik. 
Parteiamtliche Teilnehmer waren hochrangige Vertreter der südwestfälischen Nationalsozialistischen Deutschen Arbeiterpartei (NSDAP) wie der Gauleiter Westfalen-Süd und Reichskommissar Josef Wagner und sein  Stellvertreter Heinrich Vetter, Hermann Brust, Landeskulturwalter der NSDAP, und Fritz Nölle, neuer Landesleiter der Reichsschrifttumskammer Westfalen-Süd. Berichterstatter für die Zeitschrift Heimat und Reich, das Organ des Westfälischen Heimatbundes, war Wilhelm Vernekohl. Eingeladene Vertreter der westfälischen Schriftstellerszene bekundeten durch ihre Teilnahme öffentlich ihr Einverständnis mit dem Nationalsozialismus.
Das Kriegsbekenntnis gab Autorinnen und Autoren die Rolle „der Fackelträger in der Zeit“, die sich „zum Volk und seinem Führer“ bekennen würden. Der Schriftsteller Fritz Nölle erklärte „den Sinn der Zusammenkunft“ mit einem Verweis auf „den Führer“, der „den bluthaften Glauben geweckt“ habe. Anders als in den Weimarer Jahren werde „heute [...] die Saat für kommende Jahrhunderte gelegt“. Dazu habe man beizutragen. Der Schriftsteller Walter Vollmer forderte „Gehorsam“ von „der deutschen Dichtung“ ein. 
Als Teilnehmer unterstützten die Tagung mit vor allem kriegspropagandistischen Beiträgen bei den Lesungen die Autoren Lene Bertelsmann, Adolf von Hatzfeld, Maria Kahle, Heinrich Luhmann, Walter Gottfried Klucke, Wilhelm Meyer-Mölleringhof, Fritz Nölle, Walter Vollmer und Max Wegner. „Herzliche Grüße“ übermittelte das Kriegsbekenntnis der Autorin Josefa Berens-Totenohl zu ihrem zeitgleich an ihrem Heimatort begangenen 50. Geburtstag. Die Autoren Martin Simon, August Kracht und Ludwig Wegmann waren bedingt durch Kriegseinsatz entschuldigt abwesend. Sie hätten von ihrem „Kriegsbekenntnis der Tat künden“ können.